# Vallezza
Vallezza è un minuscolo borgo storico situato a valle di Neviano de' Rossi, frazione di Fornovo di Taro, in provincia di Parma.

## Geografia fisica
Vallezza sorge nella valle del rio di Gambiolo, affluente destro del torrente Sporzana; a poca distanza dal piccolo borgo si trova il sito dell'ex Cantiere della miniera petrolifera, che fino al 1994 occupava l'intera vallata compresa tra Neviano de' Rossi e Selva Smeralda.

## Storia
Il borgo condivide la storia di Neviano de' Rossi, appartenuto nel XIII secolo alla famiglia Draghi e successivamente conquistato dai Rossi, che lo mantennero quasi ininterrottamente fino alla fine del XV secolo; in seguito il feudo e il suo castello furono dapprima assegnati ai conti Smeraldi e successivamente, unitamente a Monte Palero, al marchese Marcello Prati e poi ai conti Bondani, che ne conservarono i diritti fino alla loro abolizione sancita da Napoleone nel 1805.

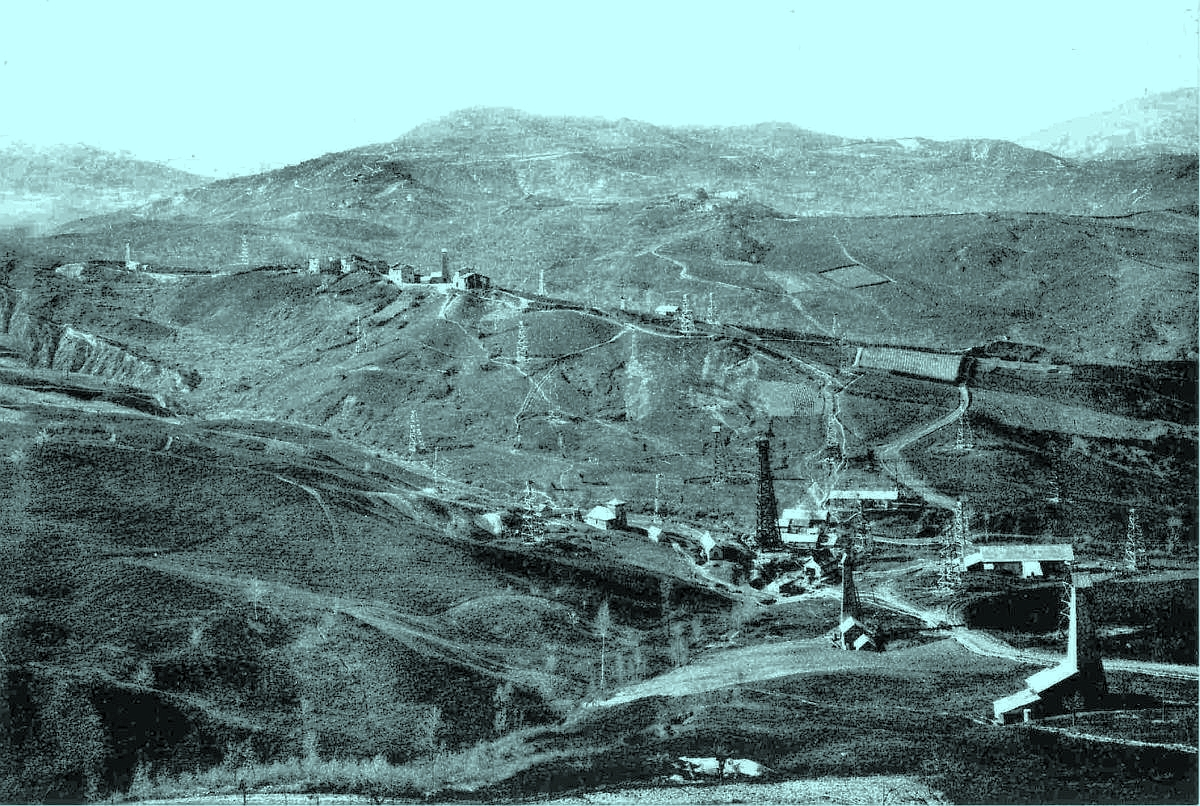
I pozzi petroliferi di Vallezza verso il 1930

Anche se probabilmente già da secoli gli abitanti della val Sporzana prelevavano a Vallezza l'olio di sasso che sgorgava naturalmente dalle buche nel terreno, risalgono soltanto alla metà del XIX secolo le prime testimonianze dell'esistenza di circa 30 pozzi in muratura per la sua estrazione. Nel 1868 Ferdinando e Colla Gombi ottennero la concessione per la perforazione di nuovi pozzi, ma per lunghi anni le ricerche, eseguite anche da successivi impresari, si rivelarono infruttuose; nel 1905 l'ex maestro elementare Luigi Scotti fondò a Piacenza la Società Petrolifera Italiana (SPI) e investì maggiori risorse nelle ricerche, che comportarono la trivellazione 10 pozzi, da cui fuoriusciva petrolio considerato di ottima qualità. Il piccolo borgo storico di Vallezza, composto da alcune case in pietra, divenne la residenza degli operai del campo petrolifero.
Dopo la prima guerra mondiale, l'utilizzo di nuove tecniche consentì di incrementare notevolmente l'estrazione, che nel 1933 costituiva l'80% della produzione italiana; a causa della sua importanza strategica, durante la seconda guerra mondiale la miniera subì 22 incursioni aeree, che ne causarono la completa distruzione; al termine del conflitto il sito fu interamente ricostruito, ma molti dei pozzi risultavano già esauriti. Ciò nonostante i nuovi proprietari della società perforarono nuovi pozzi e ampliarono la raffineria di Fornovo di Taro, ma il declino iniziò comunque nel 1965 e nel 1994 l'Agip dichiarò ufficialmente esaurito il giacimento, chiudendo tutti i pozzi.

## Monumenti e luoghi d'interesse

### Miniera petrolifera di Vallezza
Il Cantiere del campo petrolifero, dopo la bonifica, fu quasi completamente abbandonato dalla società dopo la chiusura dei pozzi nel 1994. Tuttavia, in seguito alla stipula nel 2011 di una convenzione tra il dipartimento di ingegneria civile, dell'ambiente e del territorio e architettura (DICATeA) dell'Università degli Studi di Parma, il Comune di Fornovo di Taro e la società Gas Plus Italiana, proprietaria dell'area petrolifera dal 2005, fu realizzato il sito internet del museo virtuale e furono redatti lo studio di fattibilità e il progetto pilota del museo parco, esteso all'intera vallata.